# Gong Di
Gong Di (cinese: 宋恭帝; pinyin: Gōngdi; 1271 – 1323) è stato il 16º imperatore della dinastia cinese dei Song.
Noto anche come Zhào Xiǎn (趙顯), regnò dal 1274 fino alla sua abdicazione nel 1276. Gli succedette suo fratello maggiore, l'imperatore Duan Zong.

## Biografia
Gong Di aveva solo tre anni quando ascese al trono nel 1274 dopo la morte di suo padre, l'imperatore Du Zong. Il suo regno iniziò sotto la reggenza di sua nonna, la grande imperatrice Dowager Xie, e di sua madre, l'imperatrice Dowager Quan.
Durante il regno di Gong Di, la dinastia Song si stava sgretolando sotto l'attacco delle forze d'invasione mongole della dinastia Yuan, che avevano attraversato il Chang Jiang si erano messi in marcia per conquistare la capitale di Lin An (l'odierna Hangzhou). Costretta a capitolare, la grande imperatrice Dowager Xie si arrese alle forze Yuan. Dopo la sua cattura, Gong Di fu retrocesso al rango di duca e nel 1289 gli fu ordinato dall'imperatore Yuan Kublai Khan di viaggiare fino in Tibet per farsi monaco. Da monaco diede numerosi contributi al Buddhismo traducendo in cinese molti testi di quella religione. Ricordando il suo retaggio di imperatore Song, espresse il suo ardente desiderio per il ritorno dei Song in un poema, irritando l'imperatore Yuan. Come risultato, fu costretto al suicidio nel 1323.